# Васильков Микола Олександрович (кінооператор)
Васильков Микола Олександрович (рос. Васильков Николай Александрович; 19 травня 1939 — 9 жовтня 2001, Москва, Росія) — радянський і російський кінооператор-постановник. Заслужений діяч мистецтв РФ (1994).

## Біографічні відомості
У 1962 році з відзнакою закінчив кінооператорський факультет ВДІКу (майстерня Л.В. Косматова).
Кінооператор-постановник кіностудії «Мосфільм».
Викладав у ВДІКу на операторському факультеті, майстерня з В. Юсовим і О. Арцеуловим.

## Фільмографія
- «Заметіль» (1964, оператор комбінованих зйомок; реж. В. Басов)

Оператор-постановник:
- «Дивіться — небо» (1962, к/м, дипломна робота у співавт. з Д. Масуренковим, реж. Е. Клімов)
- «Три пори року» (1965, реж. Л. Сааков)
- «Займайтеся самбо!» (1966, кіножурнал «Фітіль» №54)
- «Початок невідомого століття» (кіноальманах). «Мотря» — новела 3 (1969, реж. Г. Габай)
- «Чоловіки» (1972, реж. Е. Кеосаян)
- «Ходіння по муках» (1977, т/с, реж. В. Ординський)
- «Спокуса» (1978, реж. О. Поляков)
- «Циган» (1979, т/с, реж. О. Бланк, Одеська кіностудія)
- «Через Гобі і Хінган» (1981, реж. В. Ординський, Бадрахин Сумху)
- «Професія — слідчий» (1982, у співавт., реж. О. Бланк)
- «Блискучий світ» (1984, реж. Б. Мансуров)
- «Картина» (1985, реж. Б. Мансуров)
- «Страховий агент» (1985, реж. О. Майоров)
- «Поразка» (1987, т/ф, реж. Б. Мансуров)
- «Бейбарс» (1989, реж. Б. Мансуров)
- «Султан Бейбарс» (1989, реж. Б. Мансуров, СРСР—Єгипет)
- «Процес» (1989, реж. О. Симонов)
- «Готель „Едем“» (1991, реж. В. Любомудров)
- «Одна на мільйон» (1992, реж. Р. Мурадян)
- «Москва... Кінець тисячоліття» (1993, док. фільм, у співавт.; реж. Є. Головня)
- «Петербурзькі таємниці» (1994—1996, т/с, у співавт.)
- «Розв'язка петербурзьких таємниць» (1998, т/с, у співавт.)
- «Вечеря в чотири руки» (1999, реж. М. Козаков)
- «Соломія» (2001, т/с, у співавт., не був завершений; реж. Л. Пчолкін, Д. Бруснікін)
- «З точки зору ангела» (2001, реж. М. Ганапольський) та ін.